# Бік (Румунія)
Бік (рум. Bic) — село у повіті Селаж в Румунії. Адміністративно підпорядковане місту Шимлеу-Сілванієй.
Село розташоване на відстані 397 км на північний захід від Бухареста, 16 км на захід від Залеу, 74 км на північний захід від Клуж-Напоки.

## Населення
За даними перепису населення 2002 року у селі проживали 62 особи, з них 60 осіб (96,8%) румунів. Рідною мовою 60 осіб (96,8%) назвали румунську.